# 7629 Foros

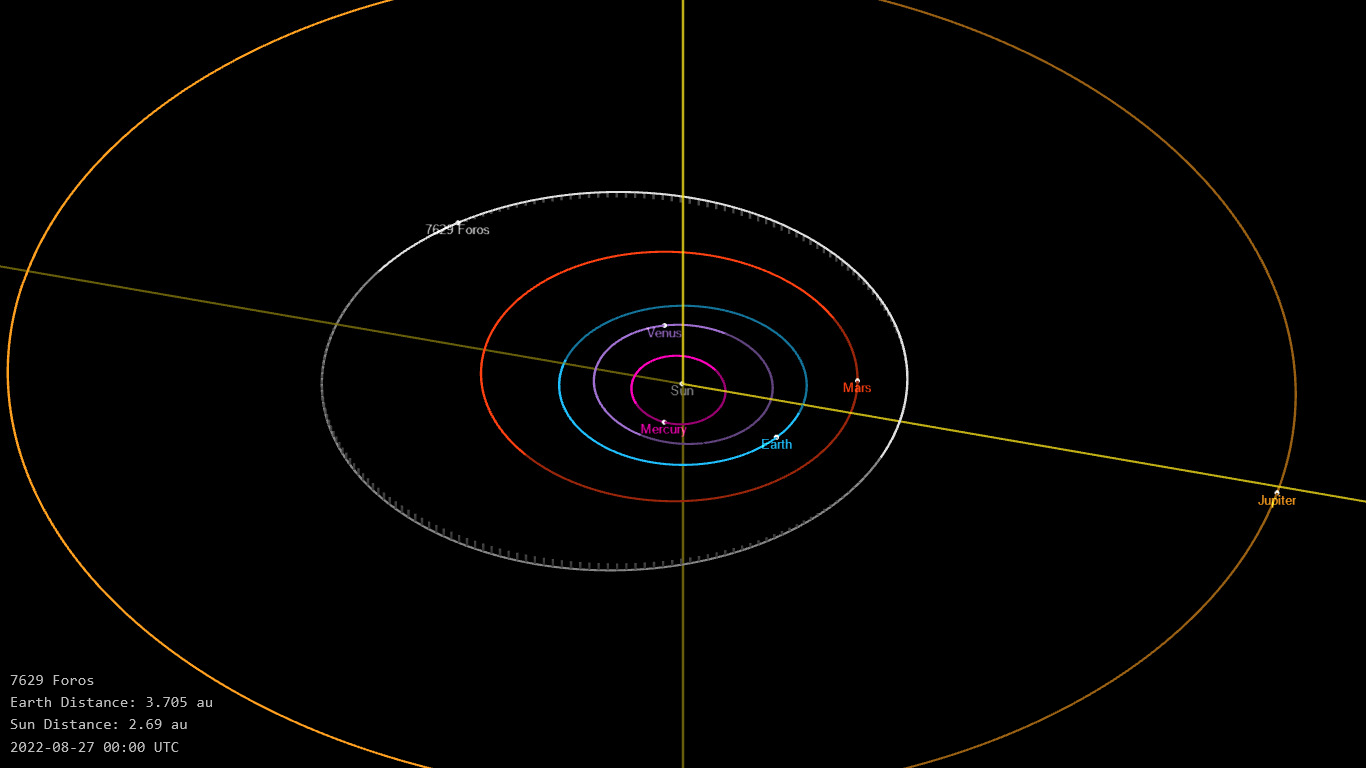
Orbita di 7629 Foros (in bianco)

7629 Foros è un asteroide della fascia principale. Scoperto nel 1977, presenta un'orbita caratterizzata da un semiasse maggiore pari a 2,3659997 UA e da un'eccentricità di 0,2335229, inclinata di 1,88666° rispetto all'eclittica.